# Eutreptiella pascheri
Eutreptiella pascheri is een soort in de taxonomische indeling van de Euglenozoa. Deze micro-organismen zijn eencellig en meestal rond de 15-40 mm groot. Het organisme komt uit het geslacht Eutreptiella en behoort tot de familie Eutreptiaceae. Eutreptiella pascheri werd ontdekt door Schiller Pascher.